# Asota flaviventris
Asota flaviventris är en fjärilsart som beskrevs av Rothschild 1897. Asota flaviventris ingår i släktet Asota och familjen nattflyn. Inga underarter finns listade i Catalogue of Life.